# CHEM-DT
CHEM-DT est une station de télévision québécoise de langue française située à Trois-Rivières. Elle est détenue par Québecor et fait partie du réseau TVA.

## Histoire
CHEM-TV est entré en ondes le 29 août 1976 par Télémédia et rediffusait la programmation de CHLT de Sherbrooke. Pathonic Communications fait l'acquisition en 1979 des cinq stations télé de Télémédia, incluant CHEM. Bien qu'affiliées au réseau TVA, la programmation des stations Pathonic était souvent différente de celle de Télé-Métropole à Montréal.
En 1990, Télé-Métropole fusionne avec Pathonic, et la programmation devient identique à celle de CFTM-DT, sauf pour les nouvelles locales. Télé-Métropole a été acheté par Vidéotron en 1986, qui a été acheté par Québecor en 2001.

### Identité visuelle (logo)

Logo de TVA de septembre 1990 à novembre 2012.
Logo de TVA du 29 novembre 2012 au 11 novembre 2020[3].
Logo de TVA depuis le 11 novembre 2020[3].

## Télévision numérique terrestre et haute définition
Le 1er septembre 2011 à minuit, le signal analogique de CHEM s'est éteint et a été remplacé par le signal numérique au canal 8 (virtuel 8.1), distribuant ainsi un signal haute définition.
Dans le cadre d'un programme gouvernemental visant à ré-allouer les fréquences 600 MHz aux services cellulaires impliquant des changements de fréquences, l'émetteur de la station est passé du canal VHF 8 au VHF 9 le ou avant le 9 juin 2020.

## Distribution
Satellite
- Shaw Direct : 734 (SD)
- Bell Télé : 541 (SD)

Par câble
- Cogeco : 7 (SD), 503 (HD)
- Illico télé numérique : 4 (SD), 604 (HD)
- Bell Télé Fibe : 103 (SD), 1103 (HD)